# Martin (TV-serie)
Martin är en amerikansk tv-komediserie som sändes i fem säsonger på Fox från 27 augusti 1992 till 1 maj 1997. I serien spelade komikern Martin Lawrence titelkaraktären. Lawrence spelade också flera andra karaktärer. Martin var en av Foxs högst rankade shower när den sändes.

## Rollista
- Martin Payne - Martin Lawrence
- Gina Waters-Payne - Tisha Campbell
- Cole Brown - Carl Anthony Payne II
- Thomas "Tommy" Strawn - Thomas Mikal Ford
- Pamela "Pam" James- Tichina Arnold